# Цзыхэ (река)
Цзыхэ (кит. 淄河, Цзышуй, 淄水, Цзыцзян, 淄江) — река в Китае, правый приток Сяоцинхэ. Протекает в направлении на север по территории городских округов Лайу, Цзыбо и Дунъин в провинции Шаньдун. Берёт исток на горе Юйваньшань (禹王山) в районе Лайчэн в округе Лайу. Течёт на восток, где в районе Бошань на реке находится плотина и водохранилище Шима (石马水库) площадью 75 квадратных километров и объемом 1573 тыс. кубометров. Далее река поворачивает на северо-восток и входит в узкое ущелье, которое находится к западу от горы Лушань (1108 м). В ущелье, в районе Цзычуань находится плотина и крупное водохранилище Тайхэ площадью 780 квадратных километров и объемом 1,66 млн кубометров. Цзыхэ выходит на равнину у Линьцзы, который находится на западном берегу. В Линьцзы на реке создано искусственное озеро Тайгун (太公湖). Далее река течёт на север. В Гуанжао на реке расположен каскад плотин и водохранилищ. Затем река течёт по искусственному руслу и впадает в реку Сяоцинхэ в уезде Гуанжао городского округа Дунъин. Длина реки 155 километров, площадь водосборного бассейна 1511 километров. Расход воды 460 м³/с, пиковый расход воды 2030 м³/с (измерено на гидрологической станции Байтуцю (白兔丘) в Цзыбо в 1964 году).
Река дала название древнему городу Линьцзы (临淄 «перед Цзы»), столице княжества Ци, одноимённому ей району и району Цзычуань (淄川 «река Цзы»).
В древности называлась Цзышуй (淄水). Историк Сыма Цянь в своём труде «Ши цзи» сообщает, что «в княжестве Ци соединили каналом реки Цзышуй и Цзишуй».